# Josef Hess (Politiker)

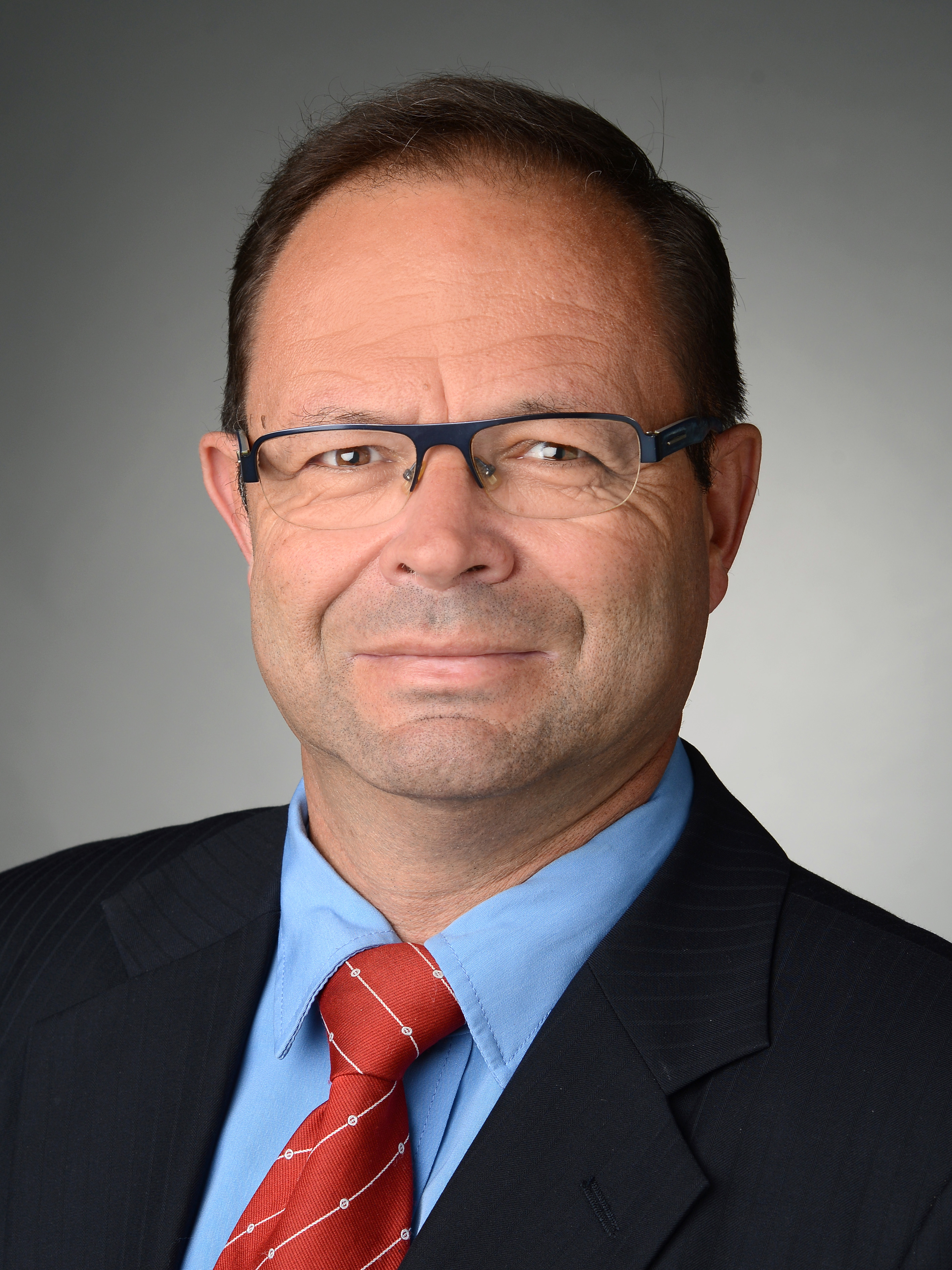
Josef Hess (2015)

Josef Hess (* 6. Januar 1961 in Engelberg) ist ein Schweizer Beamter und Politiker. Seit 1. Juli 2017 ist er Regierungsrat des Kantons Obwalden, wo er das Bau- und Raumentwicklungsdepartement leitet. In den Amtsjahren 2023/24 und 2019/2020 war er jeweils Landammann von Obwalden.

## Leben
Hess wuchs als Bauernsohn in Engelberg auf. Nach der Matura an der Klosterschule Engelberg studierte er an der ETH Zürich und erhielt 1986 das Diplom als Forstingenieur. Ab 2003 ergänzte er seine Ausbildung mit einem Doktoratsstudium in Verwaltungsrecht, das er 2008 mit der Dissertation «Schutzziele im Umgang mit Naturrisiken in der Schweiz» abschloss.
Ab 1988 leitete er beim Kanton Obwalden die Abteilung Naturgefahren und war Kreisforstingenieur. 2005 übernahm er auch den Wasserbau und damit die Zuständigkeit für die Bachprojekte. Er stand als Mitglied des kantonalen Führungsstabes bei der Bewältigung mehrerer Hochwasser- und Sturmkatastrophen im Einsatz und sammelte Erfahrungen bei Projektarbeiten im Ausland, so in Brasilien und in den USA. Seit 2000 ist Hess Mitglied des Schweizerischen Korps für humanitäre Hilfe bei der Direktion für Entwicklung und Zusammenarbeit (Deza).  
Von 2009 bis Mitte 2017 war Hess beim Bundesamt für Umwelt (BAFU) beschäftigt, seit 2013 war er einer der Vizedirektoren.
Hess wurde im Dezember 2016 als einziger Kandidat in stiller Wahl als Regierungsrat des Kantons Obwalden gewählt. Er hat zum 1. Juli 2017 das Bau- und Raumentwicklungsdepartement von seinem Vorgänger Paul Federer übernommen. Hess ist parteilos, bekennt sich jedoch zu einer bürgerlichen Grundhaltung. In den Amtsjahren 2018/2019 und 2022/2023 war er Landstatthalter (Vizepräsident des Regierungsrats). Im Amtsjahr 2019/2020 bekleidete er zum ersten Mal das Amt des Landammanns, im Amtsjahr 2023/24 war er zum zweiten Mal Landammann.
Hess ist entfernt mit dem Alt-Regierungs- und Alt-Ständerat Hans Hess verwandt, beide haben denselben Urururgrossvater Placidus Hess. Er ist zweifacher Vater und wohnt in Alpnach.